# Les Réjouissances flamandes
Les Réjouissances flamandes est un ballet de Jean-Georges Noverre représenté à la Foire Saint-Laurent le 11 août 1755.